# Jozef Držík
Jozef Drzik (né le 24 décembre 1976 à Nitra) est un joueur de hockey sur glace slovaque qui évolue au poste de défenseur.

## Carrière
Il commence sa carrière sous les couleurs du club de sa ville natale le HK Nitra, après quelques apparitions en 1994-1995, Drzik fait réellement partie de l'effectif pour la saison suivante. Ses performances lui permettront d'obtenir une sélection pour les championnats du monde U20 1996. Il alterne par la suite entre le HK Nitra et le club de Michalovce. En 1999, il tente une première expérience dans l'Est de la France chez les Dauphins d'Épinal. Durant 3 saisons au deuxième échelon français, le club des Séquanes de Besançon le recrute pour ses qualités offensives, il ne démérite pas et retourne chez les Dauphins la saison suivante. En 2004, il rejoint une première fois le Sud de la France et les Boucaniers de Toulon alors en troisième division. Après une saison pleine, il connaît une saison blanche en 2005-2006. Cela n'empêche pas Bob Millette de le recruter pour son armada tourangelle, il va jouer trois saisons chez les Diables noirs de Tours couronnées d'un titre de champion de France Division 1. Il retourne ensuite à Toulon où il sera l'un des joueurs majeurs du club pendant de longues années. D'abord assistant, il est ensuite entraîneur de l'équipe et responsable du hockey mineur. En 2017, à la suite des difficultés du club engendrées par la patinoire de la Garde, il signe chez le voisin marseillais à l'âge de 40 ans.

## Statistiques
| Saison    | Équipe                  | Ligue        |    | Saison régulière | Saison régulière | Saison régulière | Saison régulière | Saison régulière |   | Séries éliminatoires | Séries éliminatoires | Séries éliminatoires | Séries éliminatoires | Séries éliminatoires |
| Saison    | Équipe                  | Ligue        | PJ | B                | A                | Pts              | Pun              | PJ               | B | A                    | Pts                  | Pun                  |                      |                      |
| 1994-1995 | HK Nitra                | Extraliga    | 4  | 1                | 0                | 1                | 4                | -                | - | -                    | -                    | -                    |                      |                      |
| 1995-1996 | HK Nitra                | Extraliga    | 31 | 1                | 2                | 3                | 8                | -                | - | -                    | -                    | -                    |                      |                      |
| 1996-1997 | HC VTJ MEZ Michalovce   | Extraliga    | 11 | 1                | 0                | 1                | 4                | -                | - | -                    | -                    | -                    |                      |                      |
| 1997-1998 | HK Nitra                | Extraliga    | 12 | 0                | 2                | 2                | 6                | -                | - | -                    | -                    | -                    |                      |                      |
| 1997-1998 | HC VTJ MEZ Michalovce   | 1. liga      | 1  | 0                | 0                | 0                | 0                | -                | - | -                    | -                    | -                    |                      |                      |
| 1998-1999 | HC VTJ MEZ Michalovce   | 1. liga      | 32 | 8                | 9                | 17               | 50               | -                | - | -                    | -                    | -                    |                      |                      |
| 1999-2000 | Dauphins d'Épinal       | Division 1   | -  | -                | -                | -                | -                | -                | - | -                    | -                    | -                    |                      |                      |
| 2000-2001 | Dauphins d'Épinal       | Division 1   | 27 | 4                | 11               | 15               | 94               | 4                | 1 | 2                    | 3                    | 4                    |                      |                      |
| 2001-2002 | Dauphins d'Épinal       | Division 1   | -  | 2                | 7                | 9                | -                | -                | - | -                    | -                    | -                    |                      |                      |
| 2002-2003 | Séquanes de Besançon    | Super 16     | 14 | 4                | 5                | 9                | 45               | -                | - | -                    | -                    | -                    |                      |                      |
| 2003-2004 | Dauphins d'Épinal       | Super 16     | 22 | 4                | 7                | 11               | 77               | -                | - | -                    | -                    | -                    |                      |                      |
| 2004-2005 | Boucaniers de Toulon    | Division 2   | 20 | 7                | 24               | 31               | 99               | -                | - | -                    | -                    | -                    |                      |                      |
| 2005-2006 | Boucaniers de Toulon    | Division 3   | 1  | 0                | 0                | 0                | 0                | -                | - | -                    | -                    | -                    |                      |                      |
| 2006-2007 | Diables noirs de Tours  | Division 1   | 28 | 4                | 7                | 11               | 77               | -                | - | -                    | -                    | -                    |                      |                      |
| 2007-2008 | Diables noirs de Tours  | Ligue Magnus | 26 | 0                | 7                | 7                | 50               | 5                | 1 | 2                    | 3                    | 2                    |                      |                      |
| 2008-2009 | Diables noirs de Tours  | Ligue Magnus | 26 | 1                | 6                | 7                | 30               | 2                | 0 | 1                    | 1                    | 4                    |                      |                      |
| 2009-2010 | Boucaniers de Toulon    | Division 3   | 15 | 22               | 35               | 57               | 30               | 3                | 3 | 3                    | 6                    | 4                    |                      |                      |
| 2010-2011 | Boucaniers de Toulon    | Division 2   | 18 | 10               | 11               | 21               | 22               | 4                | 1 | 2                    | 3                    | 18                   |                      |                      |
| 2011-2012 | Boucaniers de Toulon    | Division 2   | 18 | 13               | 31               | 44               | 32               | 4                | 0 | 3                    | 3                    | 2                    |                      |                      |
| 2012-2013 | Boucaniers de Toulon    | Division 2   | 15 | 5                | 7                | 12               | 14               | 2                | 0 | 1                    | 1                    | 0                    |                      |                      |
| 2013-2014 | Boucaniers de Toulon    | Division 3   | 11 | 6                | 10               | 16               | 6                | -                | - | -                    | -                    | -                    |                      |                      |
| 2014-2015 | Boucaniers de Toulon    | Division 3   | 16 | 14               | 21               | 35               | 16               | 2                | 1 | 2                    | 3                    | 0                    |                      |                      |
| 2015-2016 | Boucaniers de Toulon    | Division 3   | 15 | 17               | 16               | 33               | 28               | 2                | 2 | 0                    | 2                    | 0                    |                      |                      |
| 2016-2017 | Boucaniers de Toulon    | Division 3   | 11 | 6                | 7                | 13               | 12               | 2                | 0 | 0                    | 0                    | 2                    |                      |                      |
| 2017-2018 | Spartiates de Marseille | Division 2   | 18 | 1                | 9                | 10               | 12               | 5                | 2 | 2                    | 4                    | 2                    |                      |                      |
| 2018-2019 | Boucaniers de Toulon    | Division 3   | 12 | 5                | 13               | 18               | 8                | 9                | 2 | 5                    | 7                    | 6                    |                      |                      |
| 2019-2020 | Boucaniers de Toulon    | Division 3   | 15 | 5                | 15               | 20               | 22               |                  |   |                      |                      |                      |                      |                      |
| 2020-2021 | Boucaniers de Toulon    | Division 3   | 2  | 0                | 1                | 1                | 0                |                  |   |                      |                      |                      |                      |                      |
| 2021-2022 | Boucaniers de Toulon    | Division 3   | 4  | 0                | 1                | 1                | 2                |                  |   |                      |                      |                      |                      |                      |
| 2022-2023 | Boucaniers de Toulon    | Division 3   | 6  | 0                | 2                | 2                | 2                | 3                | 0 | 2                    | 2                    | 4                    |                      |                      |
| 2023-2024 | Boucaniers de Toulon    | Division 3   | 16 | 2                | 4                | 6                | 6                | -                | - | -                    | -                    | -                    |                      |                      |

### En équipe nationale
| Année | Compétition                 |   | PJ | B | A | Pts | Pun | +/- |  | Résultat |
| 1996  | Championnat du monde junior | 6 | 1  | 2 | 3 | 4   | +1  | 7e  |  |          |